# Jost Meyer-am Rhyn
Jost Meyer-am Rhyn (* 24. Oktober 1834 in Luzern; † 20. Oktober 1898 ebenda) war ein Schweizer Sammler und Landschaftsmaler der Düsseldorfer Schule.

## Leben
Meyer-am Rhyn, einziger Sohn des Obersten Jakob Meyer († 1877) und dessen Ehefrau Nannette Bielmann, beendete seine Schulausbildung nach den zwei unteren Klassen des Luzerner Gymnasiums. Danach wurde er zunächst Schüler des Luzerner Landschaftsmalers Jakob Josef Zelger (1812–1885). 1853 ging er nach Düsseldorf und ließ sich von Johann Wilhelm Schirmer und Oswald Achenbach unterrichten. Von 1856 bis 1858 war er Mitglied des Künstlervereins Malkasten. 1857 unternahm er in Begleitung von Oswald Achenbach eine Reise nach Italien. 1858 heiratete er Angelika am Rhyn, die Tochter von Joseph-Carl am Rhyn (auch Amrhyn, 1800–1849, eidgenössischer Kanzler von 1831 bis 1847). Mitte der 1860er Jahre zog er sich ins Privatleben zurück und wurde ein Sammler von Kunstwerken und Altertümern, insbesondere von Schweizer Stickereien und Tapisserien des 14. bis 17. Jahrhunderts sowie Luzerner Münzen und Medaillen. Er setzte die Sammlung fort, die sein Vater begonnen hatte. Meyer-am Rhyn war Mitglied der Eidgenössischen Kunstkommission und der Gesellschaft für Erhaltung vaterländischer Kunstdenkmäler, ab 1894 auch der Schweizerischen Numismatischen Gesellschaft.